# Euryphura achlys
Euryphura achlys är en fjärilsart som beskrevs av Carl Heinrich Hopffer 1855. Euryphura achlys ingår i släktet Euryphura och familjen praktfjärilar. IUCN kategoriserar arten globalt som livskraftig. Inga underarter finns listade i Catalogue of Life.